# Catacumbas de Generosa
Las Catacumbas de Generosa son unas catacumbas de Roma (Italia), situadas en Via delle Catacombe di Generosa, cerca de una gran ensenada del río Tíber en la orilla derecha, en el barrio portuense.

## Historia
El origen de las catacumbas cristianas en Roma está alrededor del siglo I, momento en el que se dejaba sentir la influencia de la predicación de la fe realizada por los santos Pedro y Pablo en aquella ciudad. Como los primitivos cristianos de roma contaban con individuos pertenecientes a la aristocracia, como las familias de los Pomponios, los Cecilios, los Cornelios o los Acilios Glabriones; muchos de ellos utilizaron sus propias casas para el uso de la incipiente Comunidad Cristina en sus prácticas religiosas, siendo de este modo el origen de las iglesias como lugares de culto. Del mismo modo permitieron el uso de parte del terreno que tenían destinado a la sepultura de los miembros de sus familias, para que en superficie o subterráneamente enterraran a miembros de la comunidad cristiana a la que pertenecían. De este modo los primeros cristianos tuvieron sus “tituli” y sus cementerios comunes. Hasta la destrucción de Jerusalén por Tito en el año 70 los primeros cristianos eran considerados una secta de los judíos quienes permitían enterrar a los nuevos conversos en sus mismas catacumbas. Así tenemos que el origen de las catacumbas cristianas es doble, por una parte están las catacumbas cristianas que provienen de catacumbas judías, y de otra parte las catacumbas cristianas que tiene su origen en los enterramientos de paganos conversos en terrenos sepulcrales de conversos poderosos. Por eso normalmente las catacumbas romanas llevan doble denominación, una hace referencia al antiguo poseedor de la propiedad excavada para la catacumba y el otro hace referencia a uno o dos mártires tenidos en especial devoción.

## Descripción
En la vía Portuense, a lo largo de la orilla derecha del Tíber, se puso en tiempos muy antiguos un santuario pagano dedicado al culto de Dea Dia, que estaba a cargo de la universidad sacerdotal de Fratres Arvales. El terreno era una colina donde se había dejado abandonada una cantera puzolana, que había excavado una serie de túneles, los cuales a finales del siglo III d. C. y comienzos del IV, se utilizaron como lugar de sepultura cristiana.
Estos túneles son lo que se conoce como Catacumba de Generosa y en ellos están enterrados los mártires Simplicio, Faustino y Beatriz.
Cuenta la historia que los jóvenes hermanos Simplicio y Faustino fueron martirizados durante el reinado de Diocleciano (284-305 d. C.) y, una vez muertos, fueron arrojados al Tíber cuya corriente arrastró sus cuerpos hasta que su hermana Beatriz consiguió sacarlos de las aguas y llevarlos a la colina donde los enterró en los túneles de la abandonada cantera, que estaba en unos terrenos propiedad de una matrona romana llamada Generosa. Más tarde, la misma Beatriz sufrió martirio y fue enterrada al lado de sus hermanos por la matrona Lucina.
Otra historia cuenta que Beatriz, a quien no se considera a ciencia cierta hermana de sangre de los jóvenes mártires, aunque sí hermana en la fe; fue ayudada por dos presbíteros: Crispo y Juan, a la hora de sacar los cuerpos de los mártires y proceder a su enterramiento.
Durante el papado de Dámaso (366-384 d. C.) se construyó dentro del cementerio una basílica la cual fue descubierta por casualidad en 1868 por Giovanni Battista de Rossi. Durante las excavaciones de este arqueólogo se descubrió cerca del ábside un fragmento de mármol en el que estaba grabada la dedicación a los mártires.
La basílica tiene de 20 metros de largo y está dividida en tres naves de diferente anchura, presentando al sur una especie de pórtico; el ábside tiene un perfil irregular y está desplazado con respecto al eje longitudinal del edificio, en ángulo para adaptarse a la tumba de los mártires que estaba en la catacumbas antes de la construcción de la basílica. A la derecha del ábside de una puerta que permite a los fieles a visitar la tumba de los mártires.
El lugar tuvo culto hasta finales del siglo VI o comienzos del siglo VII y la catacumba estuvo en uso al menos hasta el 682 d. C., el año en el que se decide trasladar las reliquias de los mártires a la basílica de Santa Bibiana.